# Playbill
Playbill è una rivista mensile statunitense dedicata al teatro. Sebbene sia disponibile in abbonamento postale, la maggior parte delle copie di Playbill è stampate per produzioni particolari e distribuite all'ingresso come programma dello spettacolo. L'amministratore delegato e presidente di Playbill è Philip S. Birsh.

## Storia
La rivista, nata nel 1884, è ora distribuita in quasi tutti i teatri di Broadway, così come in molte produzioni off-Broadway. Al di fuori di New York, Playbill è comunque utilizzata nei teatri di tutti gli Stati Uniti. La diffusione a settembre 2012 era 4.073.680.